# Metaphycus subflavus
Metaphycus subflavus är en stekelart som beskrevs av Timberlake 1927. Metaphycus subflavus ingår i släktet Metaphycus och familjen sköldlussteklar. Inga underarter finns listade i Catalogue of Life.